# Maik Baier
Maik Baier (nascido em 20 de junho de 1989) é um ciclista que representa a Alemanha em BMX. Participou nos Jogos Olímpicos de Londres 2012, onde terminou em trigésimo primeiro na prova de BMX. Com seu companheiro de equipe Luis Brethauer, Baier é o primeiro atleta olímpico alemão em ciclismo BMX.